# Amprenta
Amprenta este un film românesc din 1967 regizat de Vladimir Popescu-Doreanu. Rolurile principale au fost interpretate de actorii Constantin Brezeanu, Marga Barbu, Emanoil Petruț.

## Distribuție
- Constantin Brezeanu — Ralf Porter
- Emanoil Petruț — Vlad
- Marga Barbu — Edith
- Emmerich Schäffer — Titus
- Ion Dichiseanu — Radu
- Mișu Fotino — Ovidiu
- Val Săndulescu — Geo
- Ion Niciu — Sebastian
- Paul Sava — Tache
- Mihai Berechet — Miky

## Primire
Filmul a fost vizionat de 1.284.331 de spectatori în cinematografele din România, după cum atestă o situație a numărului de spectatori înregistrat de filmele românești de la data premierei și până la data de 31 decembrie 2014 alcătuită de Centrul Național al Cinematografiei.